# Zatoka Żarłocznego Szczupaka
Zatoka Żarłocznego Szczupaka – powieść młodzieżowa Eugeniusza Paukszty, wydana w 1957. Została napisana w Poznaniu oraz nad Krutynią pomiędzy październikiem 1954 a lutym 1956.
Autor opisuje wakacyjne losy grupy przyjaciół, spędzających czas w obozie nad jeziorem Gardyńskim, podczas wyjątkowo upalnego, mazurskiego lipca w latach 50. XX wieku. Akcja toczy się w fikcyjnej wiosce Wyraje, której pierwowzorem mogło być Bobrówko. Miejscowość zamieszkana jest w dużym stopniu przez autochtoniczną ludność mazurską, z której część nie jest przychylna Polsce, nie używa języka polskiego, a nawet prowadzi różnego rodzaju działalność antypolską. Przybysze zakładają obóz nad jeziorem Gardyńskim, w niewielkiej zatoczce, której nadają tytułową nazwę.

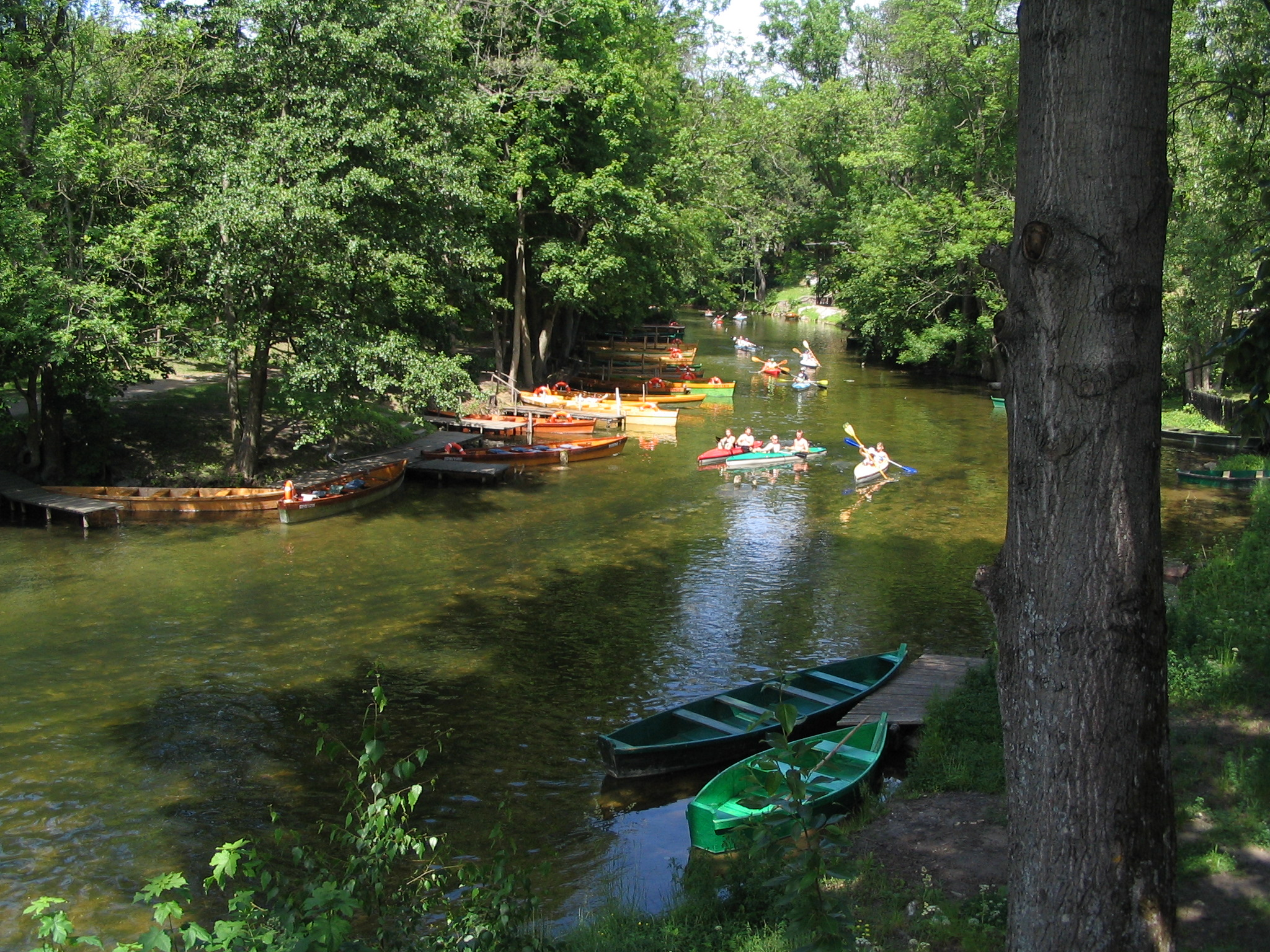
Na Krutyni rozgrywa się duża część akcji powieści

Trzon grupy stanowią Kostek i Pietrek Godyccy oraz Zośka (siostra Kostka) i Mirka Knipianka, a także Julek Kania, rodowity Mazur (student). Kostek, Pietrek i Zośka to warszawiacy. Inne ważne postacie to Edward Fajfer (nauczyciel z Wyrajów), Pan Gwizda (stary, przedwojenny działacz mazurski z Wyrajów), doktorostwo Ginterowie (sąsiedzi – wczasowicze biwakujący nieopodal, de facto niemieccy szpiedzy), leśniczy Grapsza, Michał Wittle (młody Mazur z Wyrajów, początkowo związany silnie z opcją niemiecką, stopniowo przechodzący transformację ku akceptacji polskości), Czarna Erna o krzywych nogach (aktywistka, pracownica PGR-u), Zenon Kitajczak (kierownik stanicy wodnej w fikcyjnych Wojtunach, niemiecki szpieg) oraz pies Krut (ranny, zaadoptowany przybłęda o imieniu nawiązującym do przepływającej przez jezioro Gardyńskie rzeki Krutyni).
Beztroskie początkowo wakacje, upływające na podróżach łodzią Gawron lub kajakami na Bełdany lub Śniardwy, łowieniu ryb lub wycieczkach po lesie, przerywa seria dziwnych wydarzeń, związanych z niemiecką propagandą antypolską na terenie Mazur. Oś akcji stanowią działania wokół zatopionego w jeziorze konwoju niemieckich ciężarówek, wycofujących się z Mazur po lodzie w 1945. Konwój ten przewoził tajemnicze skrzynie, które starają się wydobyć nieokreśleni bliżej przybysze, a także wchodzący im w drogę chłopcy. Drugim nurtem akcji jest organizacja w Wyrajach koła LZS, budowa boiska i basenu. Dzieło to integruje mieszkańców wsi z pracownikami folwarku (PGR) oraz chłopcami z obozu. Wpływa to korzystnie na akceptację polskości wśród części Mazurów, zwłaszcza na przemianę Wittlego.
Autor Zatoki... przybliża czytelnikom skomplikowane zagadnienia koegzystencji Polaków, Niemców i Mazurów na Mazurach tak przed, jak i po II wojnie światowej, sprawy emigracji części ludności regionu do NRF, a nawet bierności rządu PRL w kwestii krzewienia polskości na Warmii i Mazurach po 1945. Oprócz tego rozlegle opisuje mazurską przyrodę – lasy, rzeki i jeziora, jak również turystykę wodną i wędkarską. Oprócz jeziora Gardyńskiego sportretowane zostały realistycznie: Malinówko, Bełdany, Śniardwy (wraz ze zjawiskiem białego szkwału i Czarcim Ostrowem), rzeka Krutynia i miasto Mrągowo. Powieść jest charakterystyczna dla Paukszty, który był zainteresowany postawami ludności na Pograniczu i Ziemiach Odzyskanych.
O podobnych zagadnieniach historyczno-kulturowych (tj. stosunkach polsko-niemiecko-mazurskich) traktują powieści Na tropach Smętka Melchiora Wańkowicza i Pan Bóg śpi na Mazurach Hansa Hellmuta Kirsta.